# Schlacht bei Bentonville
Rivers’ Bridge – Wyse Fork – Monroe’s Crossroads – Averasborough – Bentonville

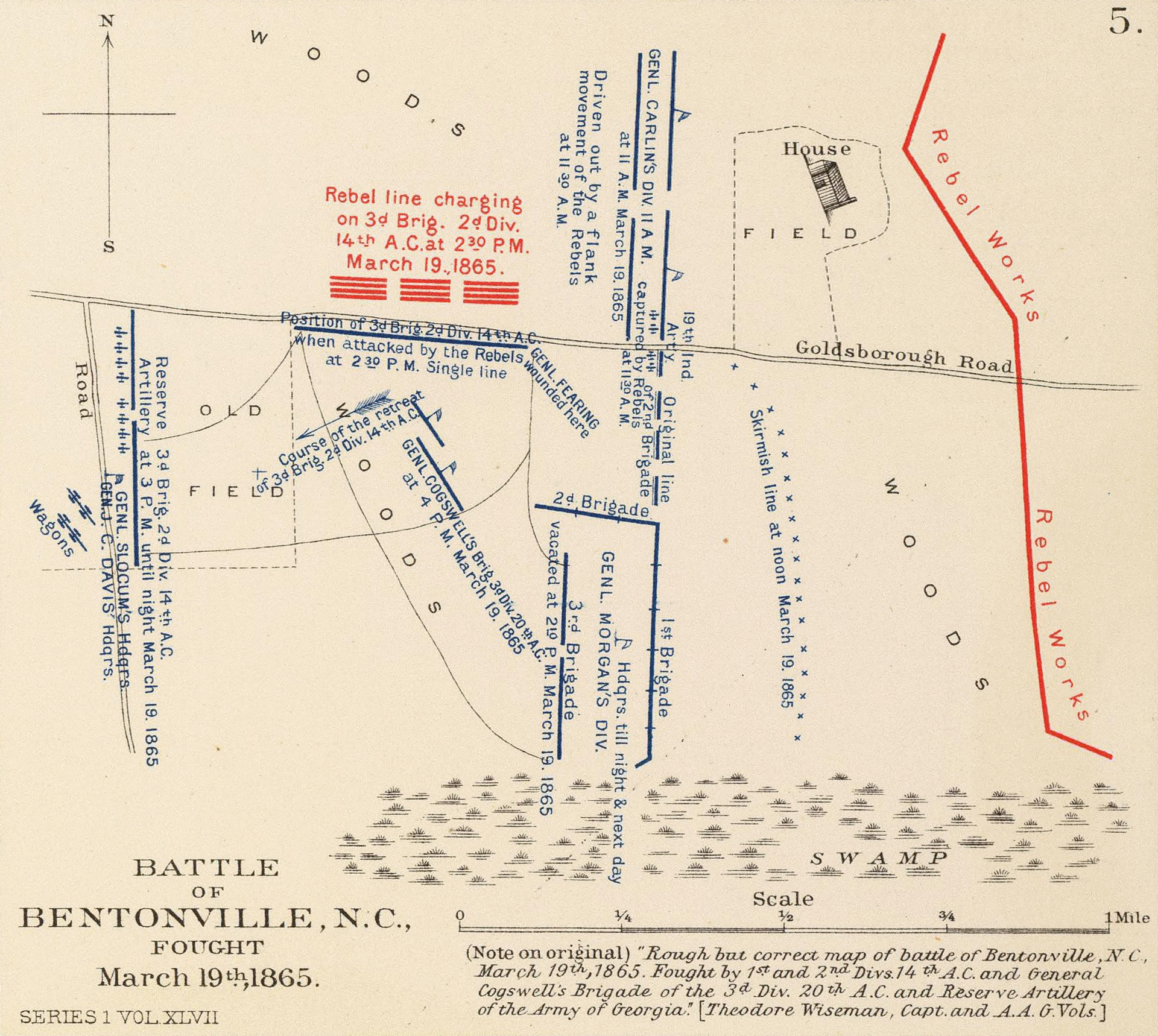
Schlacht von Bentonville. Schlachtplan für den 19. März 1865

Die Schlacht bei Bentonville war Teil des Carolina-Feldzuges und wurde nach einem Dorf im US-amerikanischen Bundesstaat North Carolina, westlich von Goldsborough benannt. Sie fand vom 19. bis zum 21. März 1865, kurz vor dem Ende des Amerikanischen Bürgerkrieges, zwischen den Truppen der Union unter Generalmajor William T. Sherman mit einer Stärke von etwa 60.000 Mann und den Resten der Tennessee-Armee unter General Joseph E. Johnston mit 20.000 Soldaten statt.

## Vorgeschichte
Nach dem Abschluss seines Marsch zur See überzeugte General Sherman den Oberbefehlshaber des Heeres Generalleutnant Grant davon, dass ein Landfeldzug durch Süd- und Nord-Carolina die Konföderation empfindlich treffen würde. Sherman beabsichtigte, die kleinen Garnisonen an der Atlantikküste zu umgehen und die Hauptstadt South Carolinas, Columbia, zu erobern. Im Anschluss daran wollte er nach Virginia marschieren und die Nord-Virginia-Armee im Rücken bedrohen.
Ende Januar begannen Shermans zwei Armeen – die Tennessee- und Georgia-Armee – den Vormarsch von Savannah durch die Carolinas. Während des Feldzuges sollte das Prinzip der verbrannten Erde erneut angewendet werden. Auf der anderen Seite übernahm General Joseph E. Johnston auf Drängen des Oberbefehlshabers des konföderierten Heeres General Lee den Oberbefehl über alle Truppen in den Carolinas und bildete mit ihnen die Süd-Armee (Army of the South). Columbia wurde am 17. Februar von der Tennessee-Armee besetzt. Den vordringenden Unionskräften stellten sich immer wieder Teile der konföderierten Süd-Armee, die Kavallerie unter Wade Hampton kurzfristig erfolgreich, die Infanterie aber hoffnungslos unterlegen, gegenüber.
Am 8. März überquerten die Unionssoldaten die Grenze von North Carolina, eine kleine Ansammlung konföderierter Einheiten versuchte ihnen vergeblich den Weg zu versperren. Am 11. März besetzten Shermans Unionstruppen Fayetteville. Sein rechter Flügel - die Army of the Tennessee (XV. und XVII. Corps) unter Generalmajor Oliver O. Howard marschierte nach Nordosten in Richtung auf Goldsboro, wo sie sich der Ohio-Armee unter General John M. Schofield anschließen wollte, die von der Küste ins Landesinnere heranrückt war. Shermans linker Flügel - die parallel zu Howards Armeesäule marschierenden Truppen der Georgia-Armee (XIV. und XX. Corps) unter Generalmajor Henry W. Slocum zog nach Norden, um Raleigh zu bedrohen. Am 16. März 1863 erfolgte die Schlacht von Averasboro, wo ein Teil der Truppen des Departements of South Carolina unter Generalleutnant William J. Hardee den Vormarsch des linken Unionsflügels zu verzögern suchte. Strategisches Ziel war es, die Versammlung der Süd-Armee zu einem starken Gegenschlag zu ermöglichen und die drohende Vereinigung Shermans mit Schoefields Truppen zu verhindern.
Die einzige Chance für einen Sieg der Südstaatler bestand darin, eine von Shermans Kolonnen separat auf vorbereitetem Boden in die Schlacht zu zwingen – und dies zu tun, bevor sich die anderen beiden Unionsarmeen aus New Bern oder Wilmington mit dem rechten oder linken Flügel Schermans verbinden konnten. Aber noch waren nicht alle Kräfte von Johnston versammelt. Da er nicht wusste ob Sherman Raleigh oder Goldsboro anstrebte, beabsichtigt er, seine Truppen in Smithfield zu vereinen, auf halbem Weg zwischen den beiden genannten Städten.
Johnston war zudem bekannt, dass sich die zwei Unionsflügel etwa 12 Meilen voneinander entfernt vorgingen, aus der folgte, dass sie einen Tag brauchten, um sich verbinden zu können. General Wade Hampton, der Kommandeur des konföderierten Kavalleriekorps (Reste von Joseph Wheeler's Corps und der Division des Generalmajors M. C. Butler), lieferte Johnston einige ermutigende Nachrichten. Hampton erklärte, dass seine gegenwärtige Position bei der Cole Plantage ein ausgezeichneter Ort sein würde, um den Vormarsch von Shermans linksgerichteten Flügel zu blockieren.
Sherman glaubte bis zum folgenden Gegenangriff der Südstaaten nicht daran, dass Johnston die Schlacht beginnen würde, weil er im Falle einer Niederlage auch den Neuse River im Rücken hatte.

## Die Schlacht

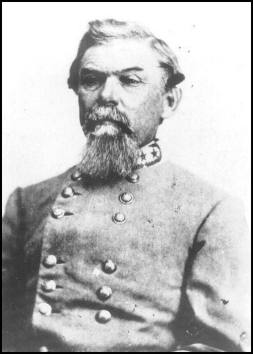
William Joseph Hardee

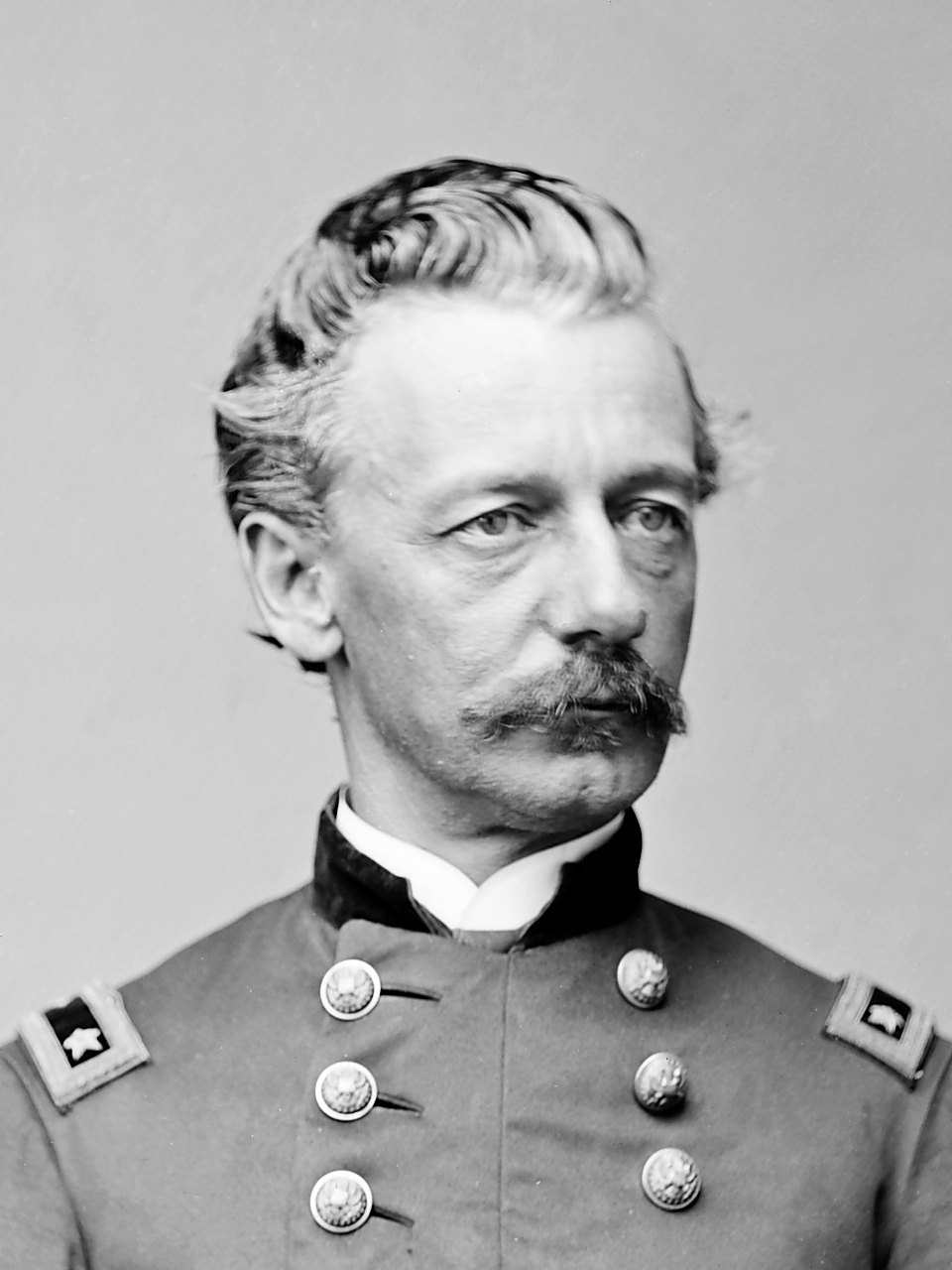
Henry Warner Slocum

Johnston hatte bis 19. März, seine Streitkräfte bei Smithfield, North Carolina forciert und organisierte den Gegenangriff auf Shermans linken Flügel, der durch das XIV. Corps unter Jefferson C. Davis und XX. Corps unter Alpheus S. Williams gebildet war. Die Infanterietruppen von General Johnston waren etwa 20.000 Mann stark und waren aus drei getrennten Kommandos zusammengesetzt. Dies waren die Truppen des Departement of South Carolina unter General William J. Hardee, die von Charleston herangebracht wurden; Generalleutnant A. P. Stewart mit den Resten der ehemaligen konföderierten Army of Tennessee und die Veteranen-Division von North Carolina unter General Braxton Bragg, die aber von Brigadegeneral Robert F. Hoke geführt wurden.
General Slocum glaubte anfangs, nur mit gegnerischer Kavallerie konfrontiert zu sein und versuchte, die Konföderierten im Marsch beiseite zu drängen, indem er seine 1st Division unter Brigadegeneral William P. Carlin energisch auf Coles Plantage vorrücken ließ. Die Vorhut-Brigade des XIV. Corps unter George P. Buell rückte blind an der Straße nach Goldsboro vor, direkt gegen die Mitte der an der Cole Plantage neu entstandenen konföderierten Front. General Carlin ließ zur Verstärkung Buells seine 2nd Brigade unter Harrison C. Hobart schnell nachziehen. Bis Mittag war die Division von William B. Taliaferro bei den Südstaatlern vollständig eingetroffen und marschierte zunächst hinter der Army of Tennessee auf, bevor sie Positionen am äußersten rechten Flügel einnahm, um sich dem folgenden Hauptangriff durch Lee`s Corps (unter der Führung von Generalmajor Daniel H. Hill) anzuschließen. Am rechten Unionsflügel war zur Deckung der Flanke der Truppen Carlins nun auch die Division des Brigadegenerals James D. Morgan an der Südseite der Straße nach Goldsboro vorgezogen worden. Aufgrund von Braggs Besorgnis über einen nun zu erwartenden flankierenden Angriff auf Hokes Linke, wurde die anfangs rechts außen stehende Division von Lafayette McLaws an die linken Flanke der Konföderierten gezogen. Nachdem Hardee`s Divisionen nun vollständig am rechten Flügel kämpften, hatte er auch die Verantwortung für die Führung des Hauptangriffes der Konföderierten, der gegen 14:45 Uhr erfolgte.
Lieutenant Colonel Alexander C. McClurg, Stabschef des XIV. Unionscorps berichtete später: „Alle Vorsichtsmaßnahmen wurden getroffen, um die Männer entlang der angegriffenen Front zu decken, hastige Feldarbeiten wurden begonnen als der Angriff des Feindes wie ein Wirbelwind auf uns herein brach. Ich war nach hinten gegangen, um bei Major General Slocum zu überzeugen, das General Williams seine Truppen mit größtmöglicher Geschwindigkeit nach vorne bringen sollte. Ich traf ihn weniger als eine Meile hinter der vorderen Linie an, wohin er seinen Truppen weit vorausgegangen war.“ Die Angriffe von Lee`s Corps und Taliaferros Truppen drängen das XIV. Unionscorps bis zum Abend des ersten Tages schrittweise bis zu Morris Farm zurück.

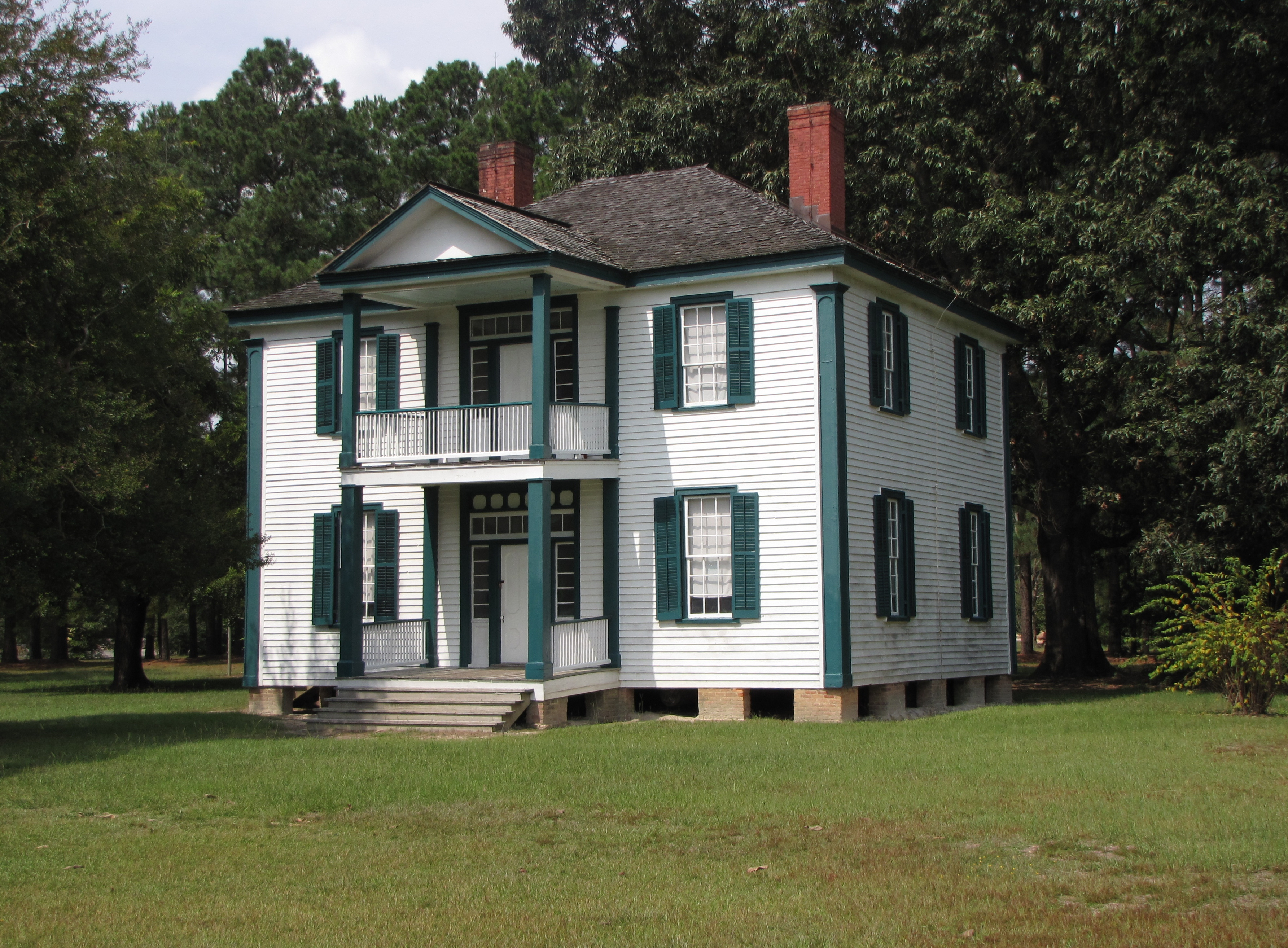
Das Harper House auf dem heutigen Bentonville Battlefield (2015)

Am 20. März traf beim XX. Corps hinter der bereits im Kampf um Morris Farm involvierten 1st Division des Brigadegeneral Nathaniel J. Jackson auch die 3rd Division unter Generalmajor William Ward vollständig am Schlachtfeld ein, die Kämpfe der beiden ersten Tage endeten in einem taktischen Unentschieden.
Am Nachmittag des 21. März machte sich das Erscheinen des XV. Corps (Generalmajor John A. Logan) und des XVII. Corps (Generalmajor Francis P. Blair) bemerkbar. Die 1stDivision des XVII. Corps unter Generalmajor Joseph A. Mower führte eine vom Kommandierenden General genehmigte Aufklärung in Richtung der konföderierten Linien am linken Flügel am Mill Creek durch. General Hardee Reserve konnte die beiden angreifenden Brigaden Mowers mitten beim Erfolg aufhalten und zum Rückzug zwingen, damit war auch die Brücke über den Mill Creek als einzige Option des nötig werdenden Rückzuges gesichert. Hardee bezahlte bei seinem Angriff aber einen persönlich hohen Preis, denn sein einziger sechzehnjähriger Sohn Billy wurde bei der Attacke des 8. Texas-Kavallerie Regimentes tödlich verwundet.

## Ausgang
Johnstons ermüdete Truppen, die sich nicht mehr in Bentonville halten konnten, mussten sich schließlich am 22. März in Richtung Smithfield zurückziehen. Die Unionstruppen verfolgten die sich zurückziehenden Konföderierten nur bis zum Hannah's Creek. Sherman ließ Johnston entkommen, weil er planmäßig am 23. März die Vereinigung mit Schoefields Truppen herstellte.
In der Schlacht bei Bentonville, aus der die Nordstaaten als Sieger hervorgingen, verlor Sherman 1.646 seiner Soldaten (darunter rund 200 Tote). Johnstons Armee verlor 3.092 Soldaten, darunter 240 Tote. Johnston stimmte am 18. April in der Nähe von Raleigh einem Waffenstillstand zu und kapitulierte am 26. April mit all seinen restlichen Truppen.
Seit dem Februar 1970 ist das Schlachtfeld als Stätte unter der Bezeichnung Bentonville Battleground State Historic Site in das National Register of Historic Places eingetragen. Im Juni 1996 erhielt es den Status eines National Historic Landmarks zuerkannt.